# Eyal Podell
Eyal Podell (Tel Aviv, 11 de Novembro de 1975) - pronuncia-se "ay-aahl" - é um ator israelense. Sua família mudou de endereço para os Estados Unidos durante um ano e então para Hong Kong, China onde ele viveu até os oito anos de idade. Após seu retorno aos Estados Unidos, a sua família resolveu morar no estado de Nova Iorque, na cidade de Westchester. Cursou o segundo grau no colégio Byram Hills com os companheiros atores Eddie Cahill e Sean Maher e são graduados na Faculdade de Dartmouth.
Desde que chegando em Los Angeles, Eyal trabalhou coerentemente tanto no cinema como na televisão. Sua estreia de cinemas veio como filho do Al Pacino no filme The Insider. Treinado como um ator clássico no Instituto Nacional de Teatro, Eyal também estudou com a Companhia Real de Shakespeare em Stratford-upon-Avon, na Inglaterra. Além dos seus talentos de representação escreveu também três roteiros: Homeland; e dois com a parceria de Jonathan E. Stewart: The Space Within e Made In China.
É o neto do Odif Podell, co-fundador da comunidade arquitetônica moderna, Lares de Usonia.
É casado com a esposa Ashley e juntos eles têm uma filha, Oren Lily.

## Filmes
- Hard Scrambled (2006) como Scotty
- Mystery Woman: sua primeira vez (2006) (TV) como Dr. Ben Stafford
- Behind Enemy Lines II: Axis of Evil (2006) como Ensign David Barnes
- Pizza My Heart (2005) (TV) as Joe Montebello
- Tides of War (2005) como Petty Officer Murray
- Blowing Smoke (2004) como Bob
- Sucker Free City (2004) (TV) como Stephan Cashen
- Amor Incondicional (2002) como Carteiro Romilly
- Con Express (2002) como Rudy
- Manual Labor (2002) como Charles
- Behind Enemy Lines (2001) como Petty Officer Kennedy
- The Chaos Factor (2000) como Johnny Hall
- The Insider (1999) como filho de Lowell
- Deep Blue Sea (1999) como Garoto nº1

### Televisão
- The Young and the Restless (2006-) como Adrian Korbel
- Navy NCIS: Naval Criminal Investigative Service como Namir Eschel
- Lost como Homem Jovem
- Crossing Jordan como Jason Hartzman
- E-Ring como Wilson
- Commander in Chief como Eli Meltzer
- Eyes como Jack Armstrong
- CSI: Crime Scene Investigation como Kevin Stern
- Angel como Lawson
- Everwood como Justin
- Miss Match como Glenn Cooper
- Charmed como Roland
- Without a Trace como Stanton
- JAG como Petty Officer Holt
- ER
- The West Wing como Michael Gordon
- The Division como Ricky
- Ally McBeal como Mr. Whoople
- Time of Your Life como Aaron
- MTV's Undressed (1999) como Joel
- Players como Barry Decker